# Одновременная многопоточность
Одновременная многопоточность (англ. Simultaneous Multithreading — SMT) — одна из двух главных форм многопоточности, которая может быть реализована в процессорах аппаратно. Второй формой является временная многопоточность. Технология одновременной многопоточности позволяет исполнять инструкции из нескольких независимых потоков выполнения на множестве функциональных модулей суперскалярного микропроцессора в одном цикле.

## История и реализации
Впервые одновременная многопоточность была представлена в исследовательских работах Дина Таллсена (Dean Tullsen) в 1995 г. (Калифорнийский университет в Сан-Диего).
Первым процессором с реализацией одновременной многопоточности мог бы стать микропроцессор Alpha 21464 компании DEC, который был объявлен в 1999 году. Процессор разрабатывался командой под руководством главного архитектора Джоэла Эмера. Процессор был одноядерным, суперскалярным с 8 конвейерами, имел 4 комплекта регистров для переключения контекста и мог потенциально выполнять 4 потока одновременно. 2-кратное увеличение производительности получалось всего лишь за счет 10%-ного увеличения количества логических элементов. Во многом процессор воплощал предложения и подходы, изложенные в работах Дина Таллсена, соавтором чьих работ выступали некоторые члены команды «Alpha» (Джоэл Емер и Ребекка Штамм (Rebecca Stamm)). Однако Alpha 21464 так и не появился на рынке, он пал жертвой корпоративных слияний и поглощений.
Таким образом первой реализацией одновременной многопоточности на рынке стала технология Hyper-threading компании Intel, представленная в 2002 г. в серверных процессорах Xeon и в Pentium 4 (микроархитектура NetBurst).
Когда компания Intel обратилась к многоядерной архитектуре микропроцессоров, ради упрощения дизайна она не перенесла технологию Hyper-threading на новые процессоры. В результате первым многоядерным процессором с одновременной многопоточностью на каждом ядре стал процессор IBM POWER5 (2004 г.). 
В конце концов Intel вернула Hyper-threading в свои процессоры в архитектуре Nehalem (2008 г.).

## Критика
В 2021 году, группа исследователей, включающая Грацский технический университет, технологический институт Джорджии и некоммерческий исследовательский центр «Lamarr Security Research», обнаружили уязвимость в технологии SMT, реализованной в процессорах AMD с архитектурами Zen, Zen 2 и Zen 3. Уязвимость, получившая название SQUIP (Scheduler Queue Usage via Interference Probing — использование очереди планировщика через анализ помех), позволяет злоумышленникам получать доступ к конфиденциальным данным, о чем, в декабре 2021 года, было сообщено AMD. В ходе демонстрации уязвимости, исследователи «взломали» ключ шифрования RSA-4096. AMD, присвоив уязвимости идентификатор CVE-2021-46778 и «средний» рейтинг важности, в августе 2022 года опубликовала бюллетень с рекомендациями смягчения уязвимости.

## Сравнение с другими технологиями
Производительность суперскалярных микропроцессоров увеличивается за счёт одновременного исполнения нескольких инструкций в одном цикле, однако она ограничивается зависимостями между инструкциями (которые ограничивают возможности параллельного исполнения, в результате чего в цикле может исполняться не максимально возможное количество инструкций) и операциями с большой задержкой внутри одного потока выполнения (которые приводят к появлению циклов, в которых не исполняется ни одна инструкция — pipeline stalls).
Архитектуры с аппаратной многопоточностью выполняют несколько потоков с возможностью быстрого переключения контекста между ними. Такая «традиционная» многопоточность скрывает задержки памяти и функциональных модулей (снижая количество «пустых» циклов), хотя в каждом конкретном цикле исполняются инструкции из одного потока. Однако увеличение количества одновременно исполняемых инструкций снижает возможности традиционной многопоточности.
Одновременная многопоточность объединяет параллельное исполнение инструкций суперскалярной архитектуры с аппаратной многопоточностью. Применение одновременной многопоточности, благодаря динамическому распределению функциональных модулей процессора между потоками, увеличивает использование процессора при наличии задержек памяти и ограниченной возможности параллельного исполнения инструкций внутри потока.

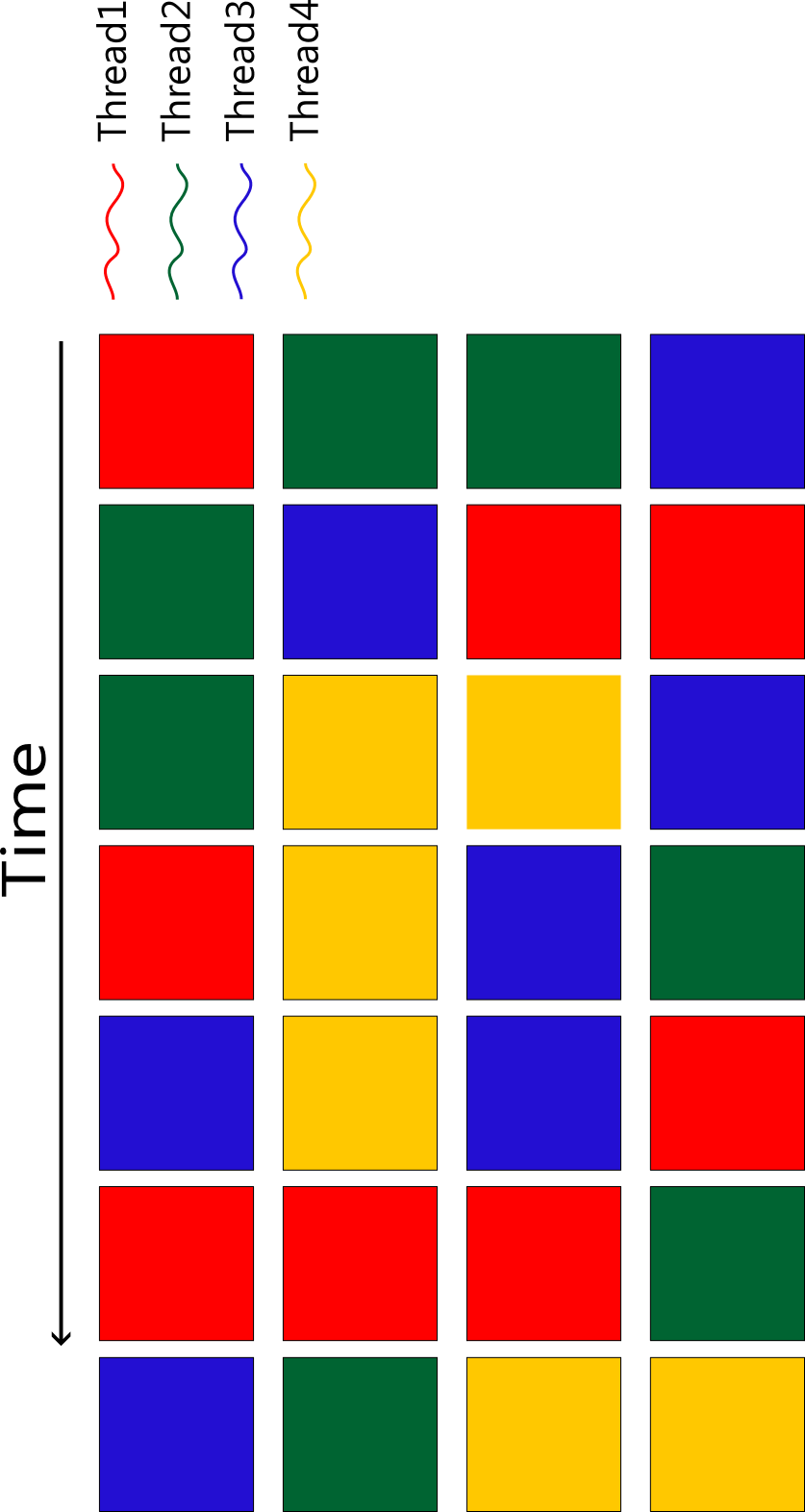
Иллюстрация одновременной многопоточности: 4 потока исполняются одновременно на 4-конвейерном микропроцессоре

Многоядерные микропроцессоры по своей организации наиболее близки к микропроцессорам с одновременной многопоточностью — имеют несколько наборов регистров, несколько функциональных модулей и суперскалярность каждого из ядер. Главное отличие между ними заключается в распределении ресурсов — в многоядерном процессоре каждый поток получает фиксированное количество функциональных модулей процессора, тогда как в процессоре с одновременной многопоточностью распределение модулей изменяется в каждом цикле. Вследствие этого процессоры с одновременной многопоточностью показывают большую производительность при максимальной загрузке потоками, а при снижении количества потоков производительность падает медленней, по сравнению с многоядерным процессором.